# Бачкурино
Бачку́рино (укр. Бачкурине) — село в Уманском районе Черкасской области Украины. 
Расположено в 7 км к юго-востоку от города Монастырище и в 14 км от железнодорожной станции Монастырище.
Население по переписи 2001 года составляло 1016 человек. Почтовый индекс — 19153. Телефонный код — 4746.

## Местный совет
19153, Черкасская обл., Монастырищенский р-н, с. Бачкурино, ул. Коммунаров, 3.

## Галерея

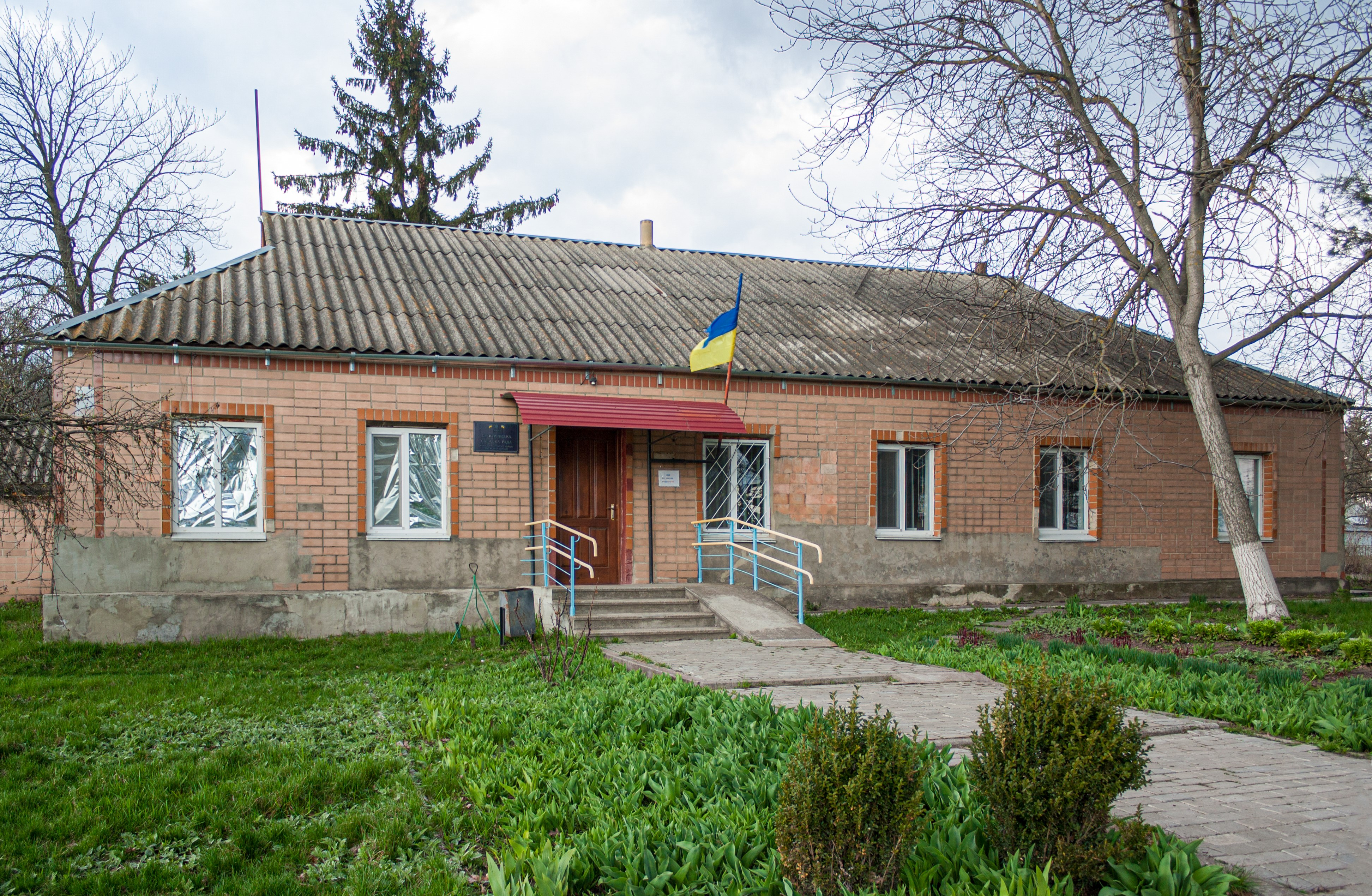
Сельский совет
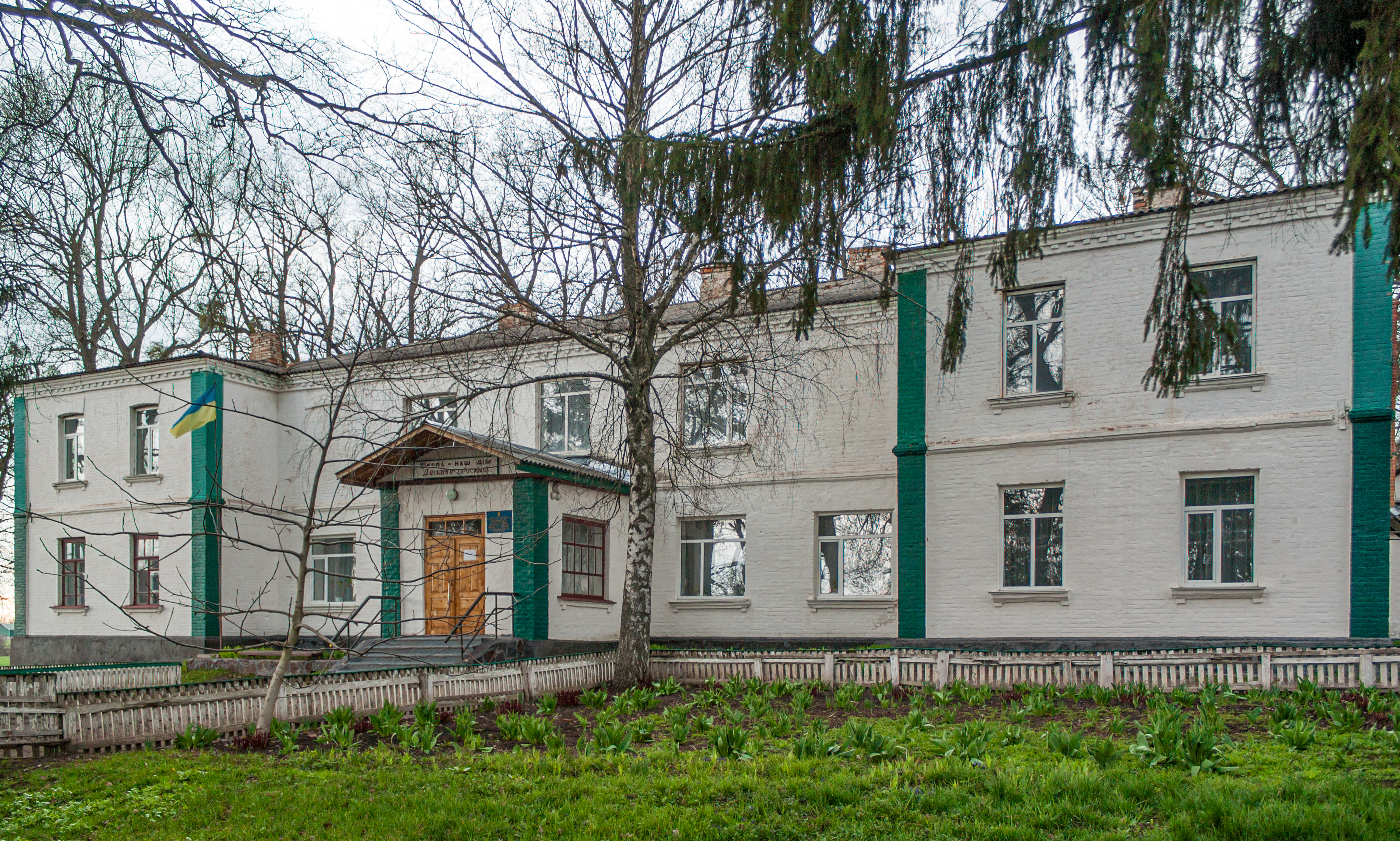
Школа
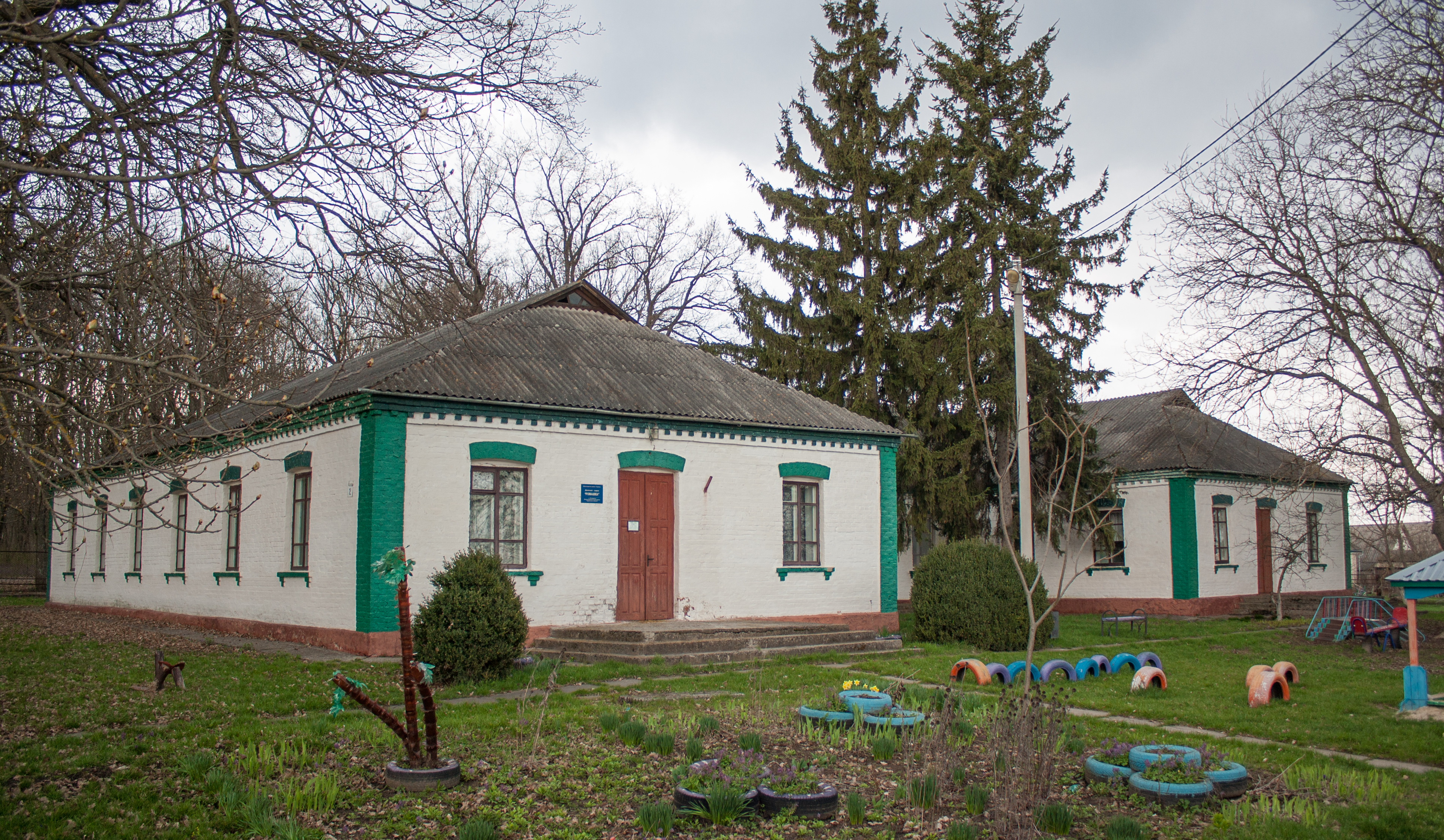
Детсад
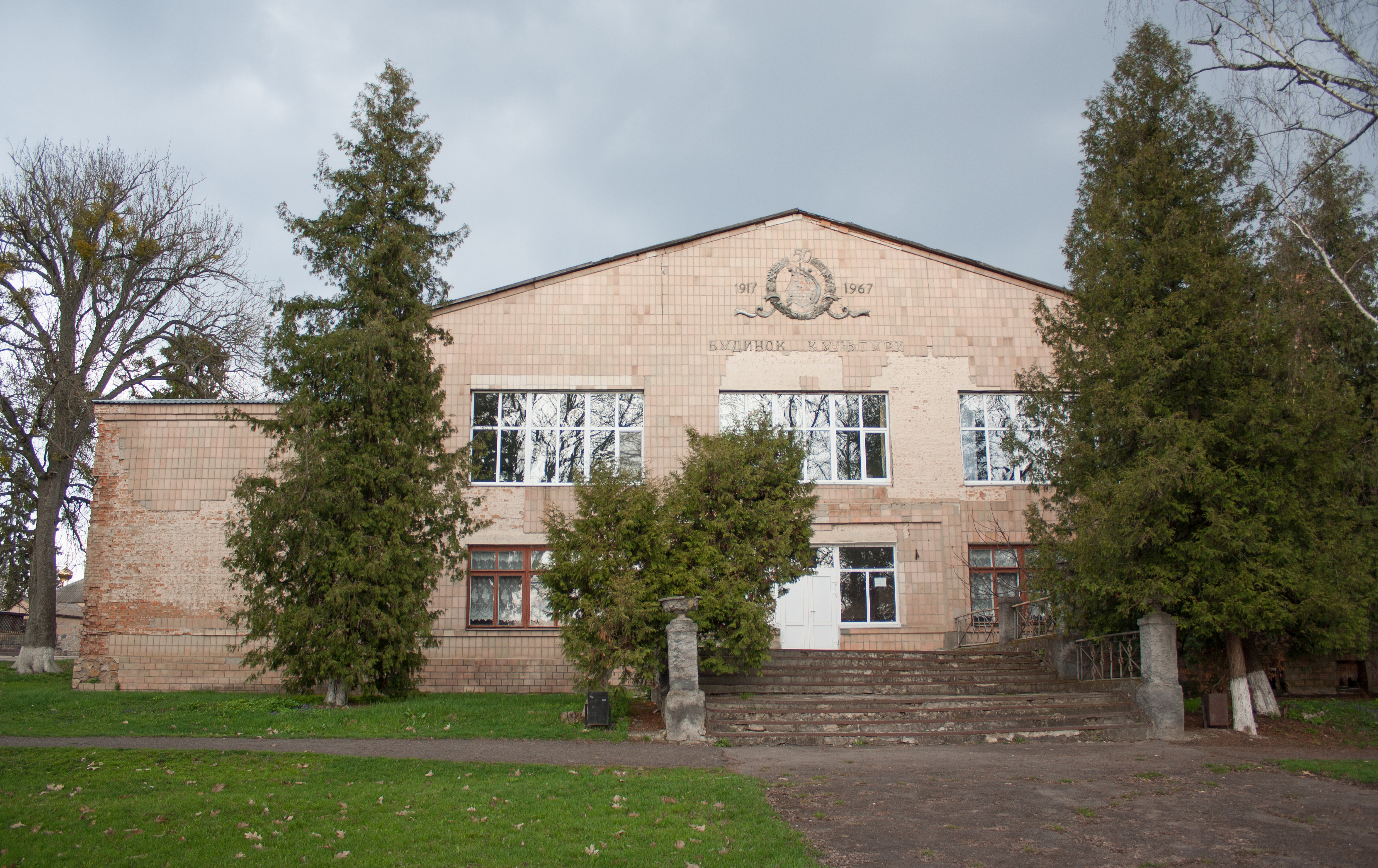
Дом культуры
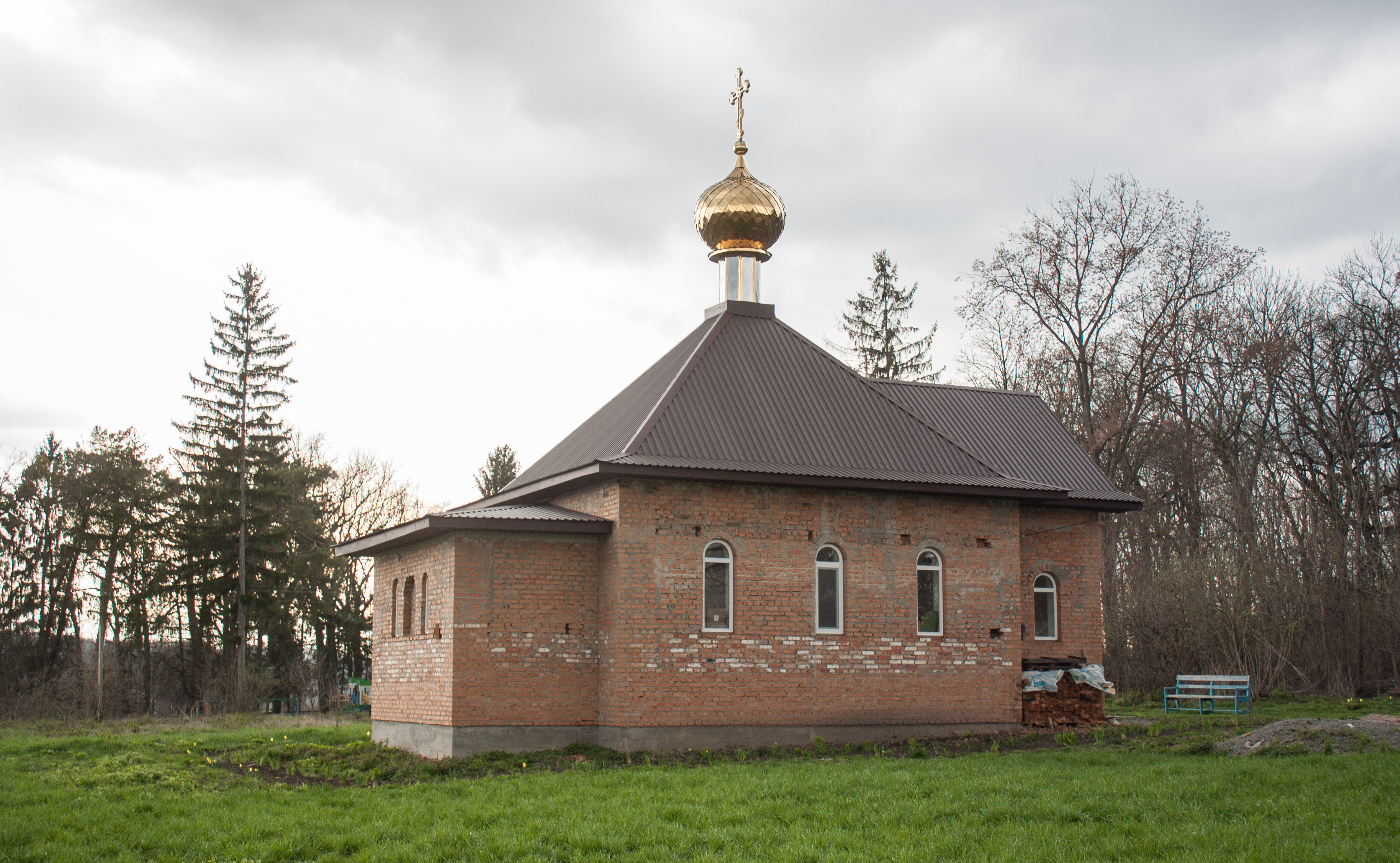
Церковь